# Monument de la Liberté
Vous lisez un « article de qualité » labellisé en 2008.
Pour les articles homonymes, voir Monument de la Liberté (homonymie).
Le Monument de la Liberté (letton : Brīvības piemineklis), situé à Riga en Lettonie, est un mémorial érigé en l'honneur des soldats morts au combat durant la guerre d'indépendance lettone (1918-1920). Inauguré le 18 novembre 1935 lors du 17e anniversaire de l'indépendance du pays, ce monument est appelé affectueusement « Milda » par les habitants de la ville. Considéré comme un symbole important de la liberté, de l'indépendance et de la souveraineté de la Lettonie, il est souvent le lieu central de manifestations publiques et de cérémonies officielles. C'est également l'un des monuments les plus hauts d'Europe dans son genre avec une hauteur de 42 mètres.
Les nombreux bas-reliefs et sculptures du Monument de la Liberté dépeignent la culture et l'histoire de la Lettonie. L'idée du monument voit le jour au début des années 1920, lorsque le Premier ministre de Lettonie, Zigfrīds Anna Meierovics, lance différents concours en vue de la conception d'une colonne du mémorial. Après plusieurs concours, le monument est finalement construit au début des années 1930, selon le projet vainqueur intitulé « Brille comme une étoile ! » du sculpteur letton Kārlis Zāle. Les travaux de construction sont financés par des dons privés.
Aujourd'hui, la base du monument est souvent fleurie de couronnes de fleurs habituellement rouges et blanches, les couleurs du drapeau national. Entre 1944 et 1991, il est interdit par les autorités soviétiques occupantes d'y déposer des fleurs — crime dont les auteurs sont punis par une déportation en Sibérie — et il est même envisagé de démolir le monument sans qu'aucune décision ne soit finalement prise. On attribue le sauvetage du monument à la sculptrice soviétique Vera Moukhina, peut-être parce qu'elle considérait qu'il était de la plus haute valeur artistique. Au lieu de détruire le monument parce qu'ils craignent des manifestations et une insurrection, les soviétiques érigent une statue de Lénine. Ces deux monuments se sont tournés le dos jusqu'à la restauration de l'indépendance : la statue de Lénine orientée vers Moscou regarde l'est tandis que Milda regarde vers l'ouest.
La propagande soviétique tente de détourner la signification symbolique du monument en adéquation avec l'idéologie communiste mais il reste un symbole de l'indépendance nationale pour le grand public. Le 14 juin 1987, environ 5 000 personnes s'y réunissent pour commémorer les victimes du régime soviétique et y déposent des fleurs. Cette manifestation relance le mouvement d'indépendance nationale qui culmine trois ans plus tard avec le rétablissement de la souveraineté de la Lettonie.

## Éléments constitutifs

### Localisation
Le monument se trouve au centre de Rīga sur le Brīvības bulvāris (« Boulevard de la Liberté »), près du vieux Rīga. En 1990, une partie de la rue autour du monument, sur environ 200 m de long entre les boulevards Rainis et Aspazija a été piétonnisée pour former une place. Une partie de celle-ci inclut un pont enjambant le canal de la ville qui faisait autrefois partie de ses remparts détruits au XIXe siècle pour construire les boulevards. Le canal fait 3,2 km de long et est bordé de parcs sur la moitié de sa longueur. La terre provenant de la démolition des fortifications fut rassemblée dans les parcs où elle forme maintenant une colline artificielle avec une succession de chutes d'eau au nord du monument. Le boulevard à l'est du parc est le siège de nombreuses ambassades et institutions, les plus proches du monument étant les ambassades françaises et allemandes, l'université de Lettonie et le Rīgas Valsts 1. ģimnāzija (Gymnasium officiel de Rīga No 1).
Plus au sud, situé dans le parc près du monument, se trouve l'Opéra national de Lettonie avec un jardin de fleurs et une fontaine en face de celui-ci. À l'opposé de l'opéra, sur la partie occidentale de la place près du vieux Rīga, se trouvent un petit café et l'horloge Laima. L'horloge est érigée en 1924 et est décorée en 1936 par une publicité de la marque de confiserie « Laima » d'où elle tire son nom ; c'est un lieu de rendez-vous populaire.
Initialement, il était prévu de construire une place elliptique autour du monument, fermée par un mur de granit d'1,60 m de haut avec des bancs placés à l'intérieur et entouré de haies de thuya à l'extérieur. Le projet ne s'est cependant pas concrétisé dans les années 1930. L'idée est reconsidérée dans les années 1980 mais est à nouveau mise en suspens.

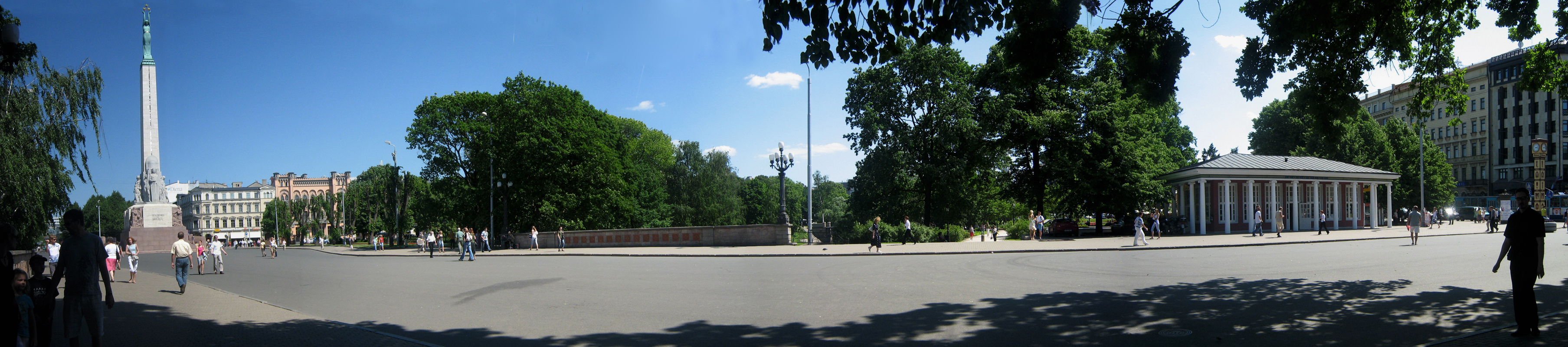
Place du Monument de la Liberté.

### Architecture
Les sculptures et bas-reliefs du Monument de la Liberté, arrangés en 13 groupes, dépeignent la culture et l'histoire lettones. La base du monument se compose de différentes formes quadrangulaires empilées l'une sur l'autre et dont la taille diminue en s'élevant. Une montée d'escalier en granit rouge et composée de 10 marches, d'1,80 m de haut, enlace la base du monument entre deux reliefs de travertin de 1,70 m de haut et de 4,50 m de large, « Tirailleurs lettons » (13 ; letton : Latvju strēlnieki) et « la nation lettone - les chanteurs » (14 ; letton : Latvju tauta - dziedātāja), qui décorent ses côtés épais de 3 m. Deux marches supplémentaires forment une plateforme circulaire de 28 m de diamètre sur laquelle l'ensemble du monument repose. À l'avant du monument, la plateforme dessine un rectangle qui est utilisé lors des cérémonies. Également constitué de granit rouge, le socle du monument est formé par 2 blocs rectangulaires : celui du dessous est un bloc monolithique de 3,50 m de haut, 9,2 m de large et 11 m de long tandis que celui du dessus, plus petit, fait 3,50 m de haut, 8,50 m de large et 10 m de long et possède des ouvertures circulaires à ses coins qui contiennent chacune un ensemble sculptural de trois personnes. Ses côtés sont également plaqués de travertin.
À l'avant du monument, entre les ensembles « Travail » (10 ; letton : Darbs) dépeignant un pêcheur et un artisan ainsi qu'un paysan qui se tient debout en tenant une faux décorée de feuilles de chêne et de glands pour symboliser force et virilité) et « Gardiens de la Patrie » (9 ; letton : Tēvzemes sargi) dépeignant un ancien guerrier letton debout entouré de deux soldats modernes agenouillés, une dédicace de l'écrivain letton Kārlis Skalbe est inscrite sur l'un des panneaux de travertin : Pour la Patrie et la Liberté (6 ; letton : Tēvzemei un Brīvībai).

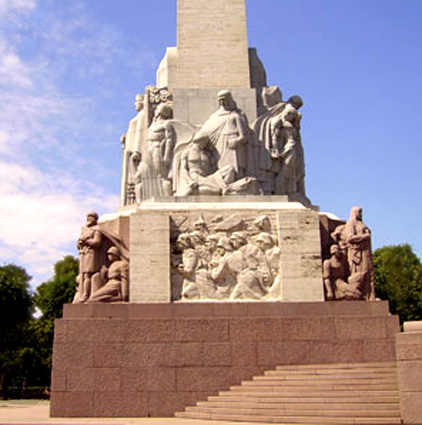

Sur les côtés, les panneaux de travertin portent deux bas-reliefs : « 1905 » (7 ; letton : 1905.gads) en référence à la Révolution russe de 1905, et « La bataille contre les Bermontiens sur le Pont de Fer » (8 ; letton : Cīņa pret bermontiešiem uz Dzelzs tilta, en référence à une bataille décisive à Rīga durant la guerre d'indépendance lettone. Au dos du monument, l'on retrouve deux autres ensembles sculpturaux : « Famille » (12 ; letton : Ģimene) (une mère se tenant entre ses deux enfants) et « Intellectuels » (11 ; letton : Gara darbinieki). Sur le socle de granit rouge, il y a encore un autre bloc rectangulaire de 6 m de haut et de large et de 7,50 m de long entouré de quatre ensembles sculpturaux de granite gris de 5,50 m - 6 m de haut : « Lettonie » (2 ; letton : Latvija), « Lāčplēsis » (3 ; Tueur d'ours, héros populaire d'une épopée lettone), « Vaidelotis » (5 ; un prêtre païen balte) et « les Briseurs de chaînes » (4 ; letton : Važu rāvēji) (trois hommes enchaînés essayant de se libérer de leurs entraves).
Le bloc le plus haut sert aussi d’assise à la colonne monolithique de travertin haute de 19 m et large de 2,50 m à sa base, parcourue en son milieu par une ligne de verre, à l'avant et à l'arrière. La colonne est surmontée d'une allégorie en cuivre de la Liberté (1), laquelle est haute de 9 m et a l'apparence d'une femme soulevant trois étoiles dorées qui symbolisent les régions culturelles de la Lettonie : Vidzeme, Latgale et Courlande,.

Le monument est construit par-dessus une structure de béton armé et était à l'origine fixé par des câbles de plomb et de bronze et par du mortier de chaux. Certains des matériaux d'origine ont cependant été remplacés par un enduit de polyuréthane durant la restauration. Il y a une pièce à l'intérieur du monument, accessible par une porte à l'arrière de celui-ci, où se trouve un escalier menant à la partie supérieure du monument qui est utilisé pour l'installation électrique et donnant accès au réseau d’égouts. Cette pièce n'est pas accessible au public et est principalement utilisée comme entrepôt, mais il a été proposé qu'elle puisse être transformée pour accueillir une petite exposition destinée à présenter, après la cérémonie du dépôt de fleurs, l'histoire du monument aux officiels étrangers en visite en Lettonie.

### Garde d'honneur

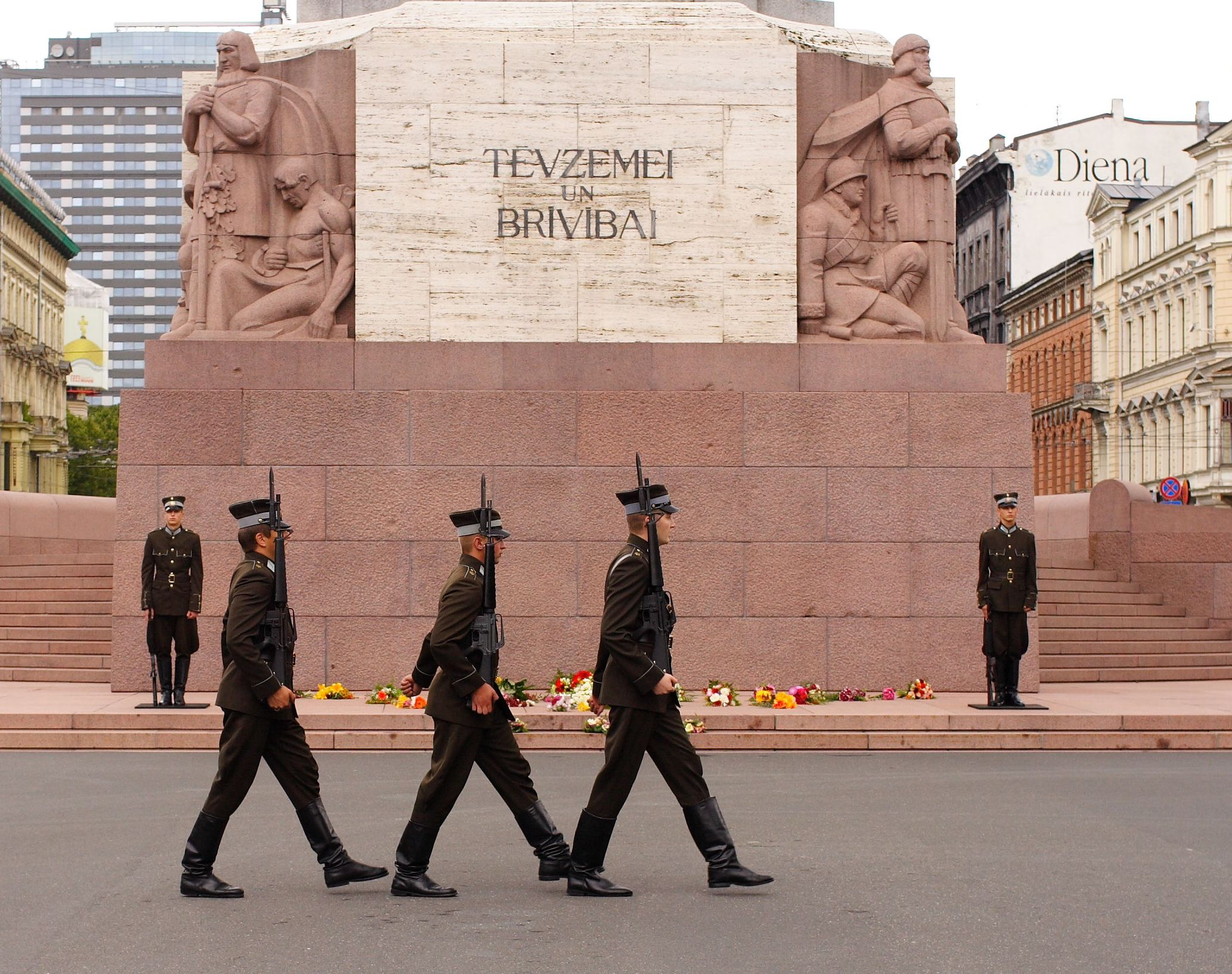
Garde d’honneur devant le monument.

De l'inauguration du monument en 1935 jusqu'en 1940, une garde d'honneur est présente, avant d'être retirée peu après l'occupation de la Lettonie. Elle est rétablie le 11 novembre 1992. Les gardes sont des soldats de la compagnie de la garde d'honneur du bataillon des quartiers généraux des Forces armées nationales (letton : Nacionālo Bruņoto spēku Štāba bataljona Goda sardzes rota). La garde n'est pas obligée d'être de service en cas de mauvaises conditions climatiques ou si les températures sont en dessous de −10 °C ou au-dessus de 25 °C,. Le service de garde dure deux semaines d’affilée, avec trois ou quatre paires de gardes se relevant toutes les heures au cours d'une cérémonie commandée par le chef de la garde,. En dehors des deux gardes, il y a également durant chaque service deux soldats de faction qui veillent à la sécurité de la garde d'honneur.
Normalement, la garde change toutes les heures entre 9 h et 18 h. Après une heure de garde, les soldats ont deux heures de libre qu'ils passent dans leurs quartiers au Ministère de la Défense. Depuis septembre 2004, les gardes patrouillent également chaque demi-heure durant leur service : ils marchent au pas depuis la base du monument en longeant chaque côté deux fois et retournent ensuite à leurs postes. Les gardes doivent avoir une taille minimale de 1,82 m et être en bonne santé, puisqu'il faut rester debout sans bouger pendant une demi-heure,.

## Construction et restaurations

### Construction

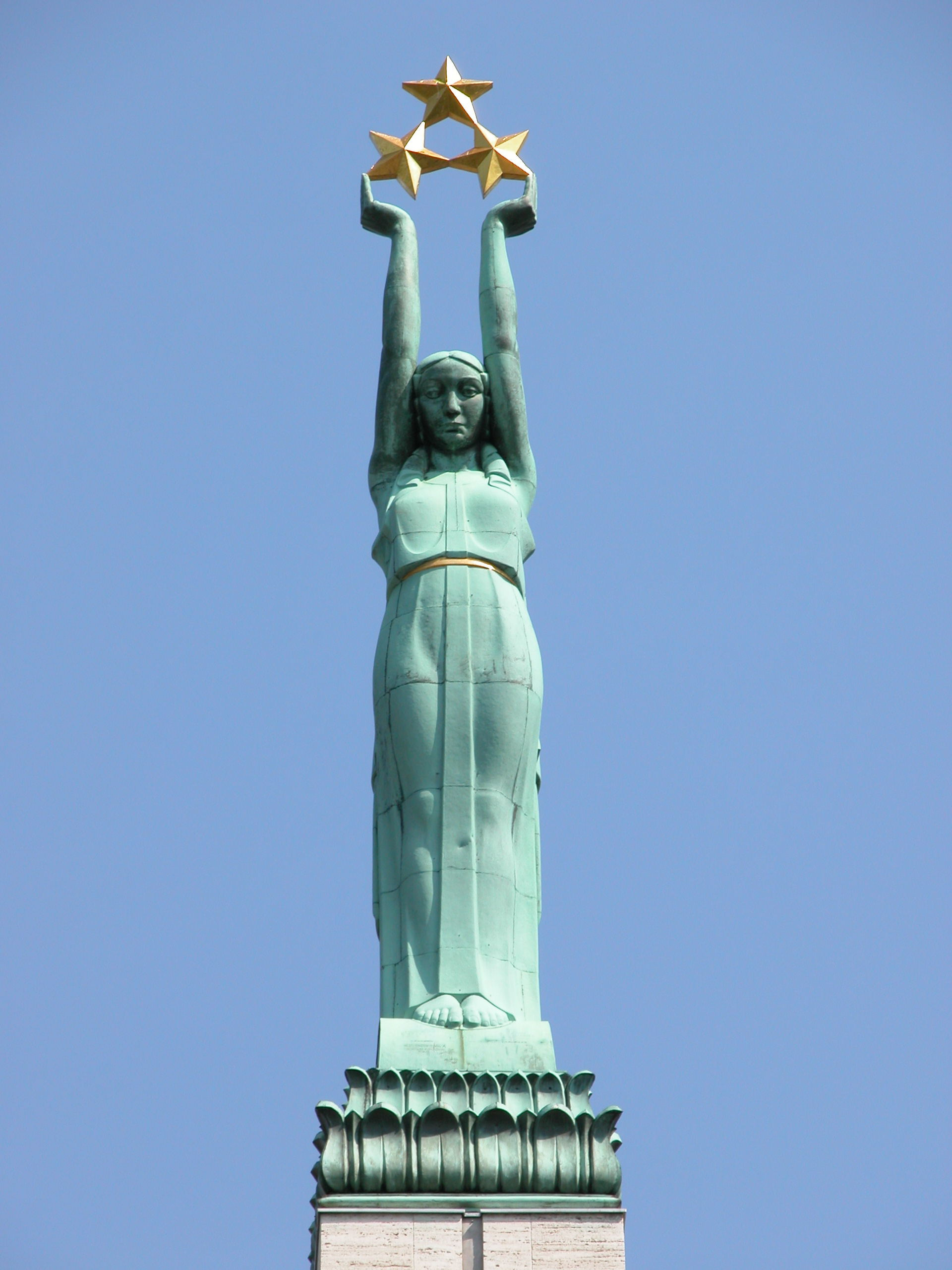
La statue de la Liberté au sommet du monument

L'idée de construire un mémorial pour honorer les soldats tombés au champ d'honneur durant la guerre d'indépendance lettone émerge pour la première fois au début des années 1920. Le 27 juillet 1922, le Premier Ministre de Lettonie, Zigfrīds Anna Meierovics, ordonne la rédaction de règles d'un concours pour l'architecture d'une « colonne du mémorial ».  Le vainqueur de ce concours est un projet proposant une colonne de 27 m de haut avec des hauts-reliefs des symboles officiels de la Lettonie et des bas-reliefs de Krišjānis Barons et Atis Kronvalds. Il fut ensuite rejeté après la protestation de 57 artistes. En octobre 1923, un nouveau concours est annoncé, utilisant pour la première fois les termes « Monument de la Liberté ». Le concours se termine avec deux vainqueurs et un nouveau concours est annoncé en mars 1925, mais sans résultat à la suite d'un désaccord au sein du jury.
Finalement en octobre 1929, on annonce le dernier concours. Le vainqueur est le plan « Brille comme une étoile ! » (letton : Mirdzi kā zvaigzne!) par le sculpteur Kārlis Zāle, qui était également victorieux dans les concours précédents. Après quelques corrections mineures de l'auteur et de l'architecte superviseur Ernests Štālbergs, la construction commence le 18 novembre 1931. Financé par des dons privés, le monument est érigé à l'entrée de la vieille ville à l'endroit où se trouvait l'ancien monument central de Rīga, une statue équestre de bronze de l'empereur russe Pierre le Grand. On a calculé en 1935, l'année où le monument est dévoilé, qu'en quatre ans de construction 308 000 heures de travail ont été nécessaires rien que pour le travail de la pierre : il aurait fallu 130 ans à une personne seule pour accomplir ce travail avec l'équipement le plus sophistiqué de l'époque. Le poids total des matériaux utilisés est d'environ 2 500 tonnes : acheminée par rail, une telle quantité de matériaux aurait nécessité environ 200 wagons de marchandise.

### Restaurations
Le monument est menacé par le climat (qui cause des dégâts par le froid ou par les pluies acides) et par la pollution de l'air. Bien que la zone autour du monument soit piétonne depuis 1990, il y a toujours trois voies de circulation automobile aux alentours. De hautes concentrations de dioxyde d'azote et de dioxyde de soufre, enregistrées près du monument, engendrent en association avec de l'eau la corrosion du revêtement du monument. De plus, l'eau provoque des fissures du cœur de béton armé ainsi que la rouille des renforcements et fixations métalliques, qui sont également usées par les vibrations constantes causées par la circulation. 
Le travertin poreux s'effrite progressivement et ses pores se remplissent de suie et de particules de sable, ce qui le noircit et offre un habitat pour des petits organismes tels que des mousses et des lichens. Une maintenance irrégulière et des travaux de restauration de piètre qualité ont également contribué à l'érosion du monument. Pour prévenir une poursuite du délabrement, quelques fixations sont remplacées par un enduit de polyuréthane et un hydrofuge est appliqué lors de la restauration de 2001. Il fut aussi décidé que l'on procéderait à la maintenance tous les deux ans.
Le monument a été restauré à deux reprises sous l'occupation soviétique (1962 et 1980-81). Suivant la tradition, la maintenance et les restaurations ont été financées en partie par des dons privés depuis la restauration de l'indépendance de la Lettonie. Le monument a subi une restauration majeure en 1998-2001. Durant cette restauration, la statue de la Liberté et ses étoiles ont été nettoyées, restaurées et dorées à nouveau. Le monument a été officiellement rouvert le 24 juillet 2001. L'escalier, la colonne, la base et l'intérieur du monument ont été restaurés, et les parements en pierre ont été nettoyés et scellés à nouveau. Les supports du monument ont été fixés pour prévenir tout affaissement. Bien que les restaurateurs aient affirmé à l'époque que le monument pourrait tenir un siècle sans avoir besoin d'autre restauration majeure, il est apparu quelques années plus tard que la dorure des étoiles était abîmée à cause de la technique de restauration utilisée. Les étoiles furent à nouveau restaurées durant la maintenance et la restauration de 2006 ; cependant, cette restauration fut faite à la hâte et il n'y a pas de garantie de sa qualité.

## Vie politique autour du monument
Ce monument fait une synthèse d'éléments symboliques forts qui se rattachent à de célèbres récits, histoires et mythes nationaux. C'est aussi un monument dédié à la mémoire de ceux qui ont donné leur vie pour la liberté de leur peuple et pour l'indépendance de leur patrie : « Tēvzemei un Brīvībai » (Pour la Patrie et la Liberté). Bien que ce monument soit âgé de moins d'un siècle, il est un symbole important et certainement l'un des endroits les plus sacrés de la culture et de l'histoire lettones. Le poète Leonīds Breikšs a écrit dans un recueil de ballades sur ce monument :
« Lève les yeux. Arrête-toi et regarde : Saint est ce lieu, Saint est ce moment. »

### Sous l'occupation soviétique
À la fin de la Seconde Guerre mondiale, il a été prévu de détruire le monument même si peu de preuves écrites sont accessibles aux historiens et si la recherche se base essentiellement sur des témoignages oraux. Le 29 septembre 1949 (bien que selon les témoignages oraux, la question soit soulevée dès octobre 1944), le Conseil des commissaires du peuple de la République socialiste soviétique de Lettonie propose la restauration de la statue de l'empereur russe Pierre le Grand.

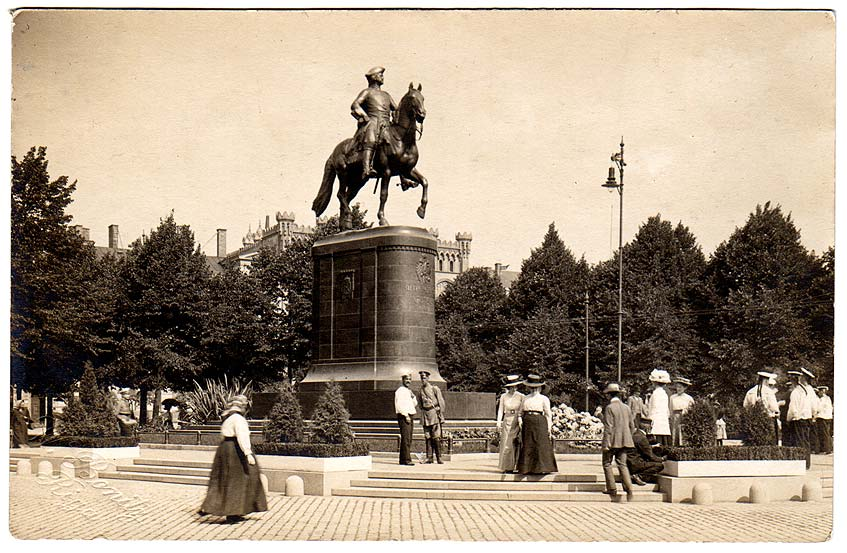
Le Monument de la Liberté remplace une statue de l'empereur russe Pierre le Grand.

S'ils n'ont jamais appelé expressément à la démolition du Monument de la Liberté, la seule façon de restaurer la statue à son emplacement d'origine était de détruire le monument. Le résultat du débat n'est pas enregistré mais comme le monument est toujours debout, la proposition a probablement été rejetée. On attribue parfois la sauvegarde du monument au sculpteur soviétique Vera Moukhina (1889–1953 ; créatrice de la sculpture monumentale L'Ouvrier et la Kolkhozienne), même s'il n'existe aucune preuve écrite qui appuie cette allégation puisque les raisons de la sauvegarde restent mystérieuses. Selon son fils, elle a pris part à une réunion où le sort du monument était discuté et où son opinion, toujours selon son fils, était que le monument avait une haute valeur artistique et que sa démolition pourrait blesser les sentiments sacrés du peuple letton.
Au lieu de détruire le monument parce qu'ils craignent des manifestations et une insurrection, les Soviétiques érigent une statue de Lénine. Ces deux monuments se sont tournés le dos jusqu'à la restauration de l'indépendance : la statue de Lénine orientée vers Moscou regarde l'est tandis que Milda regarde vers l'ouest.
Le Monument de la Liberté survit mais sa symbolique est réinterprétée. Les trois étoiles sont alors censées représenter les trois Républiques soviétiques baltes nouvellement créées — RSS d'Estonie, RSS de Lettonie, et RSS de Lituanie — tenues en l'air par la Mère Russie ; il est affirmé que le monument fut érigé après la Seconde Guerre mondiale comme signe de gratitude populaire envers le leader soviétique Joseph Staline pour la libération des Pays baltes,. Durant l'été 1963, lorsque la question de la démolition est à nouveau soulevée, il est décidé que la destruction d'une structure d'une telle valeur artistique et historique, construite grâce aux donations des résidents de la Lettonie, ne causerait qu'une profonde indignation qui génèrerait à son tour des tensions dans la société. Avec le temps, la mésinterprétation du symbolisme s'est adoucie et, en 1988, il est dit — avec un peu plus d'exactitude — que le monument avait été construit pour « célébrer la libération des entraves de l'autocratie du tsar et des barons allemands », tout en omettant le fait que l'Armée rouge bolchévique et les Tirailleurs rouges lettons étaient également des adversaires durant la guerre d'indépendance lettone,.

### Dans le cadre de la lutte pour l'indépendance
Le 14 juin 1987, malgré les efforts du gouvernement soviétique, environ 5 000 personnes se rassemblent pour commémorer les victimes des déportations soviétiques vers les camps de travail en 1941,. Cet évènement, organisé par le groupe de défense des droits de l'homme Helsinki-86, était la première cérémonie du dépôt de gerbes de fleurs ayant lieu depuis l'occupation soviétique, la pratique ayant été bannie par les autorités soviétiques,. En réponse, le gouvernement soviétique organise une course cycliste au moment où la cérémonie devait avoir lieu et l'agence de presse Latinform affirme que seulement une poignée de gens ont participé à la manifestation. Pour briser le mouvement, les trois leaders de Helsinki-86 ont aussi reçu l'ordre de suivre un entraînement militaire durant tout le mois de juin et l'un d'eux, Linards Grantiņš, est envoyé en prison pour six mois pour avoir refusé d'y aller (pour raisons médicales). Helsinki-86 organisa une autre cérémonie le 23 août de la même année pour célébrer l'anniversaire du Pacte germano-soviétique, cérémonie durant laquelle la foule fut dispersée par des canons à eau. Néanmoins, le mouvement indépendantiste prit de l'ampleur, réunissant durant certains évènements plus d'un demi-million de participants (à peu près un quart de la population lettone) et trois ans plus tard, le 4 mai 1990, la restauration de l'indépendance lettone est déclarée.
L'existence du monument sous le régime soviétique est résumée par cette citation de Gunārs Priede :
« Les foudres de la Seconde Guerre mondiale ont traversé Rīga à deux reprises, en 1941 et en 1944, où beaucoup de choses ont péri, des quartiers entiers ont été balayés de la surface de la terre, alors que le monument de la Liberté, apparemment si exposé et indéfendable à cet endroit, est quant à lui resté. Pendant les années du pouvoir soviétique, il fut sauvé de la destruction commanditée par le fameux sculpteur russe Vera Muhina, née à Rīga, qui voyait avant tout dans ce monument une œuvre d'art. Plus tard, nous n'étions autorisés ni à le mentionner, ni à le prendre en photo, ni à le filmer... Officiellement ignoré et silencieusement supporté, le monument de la Liberté, avec sa symbolique indubitablement patriotique, a attendu la fin des années quatre-vingt pour devenir le centre de notre renaissance en tant que symbole sacré du peuple letton. »

### Depuis la restauration de l'indépendance

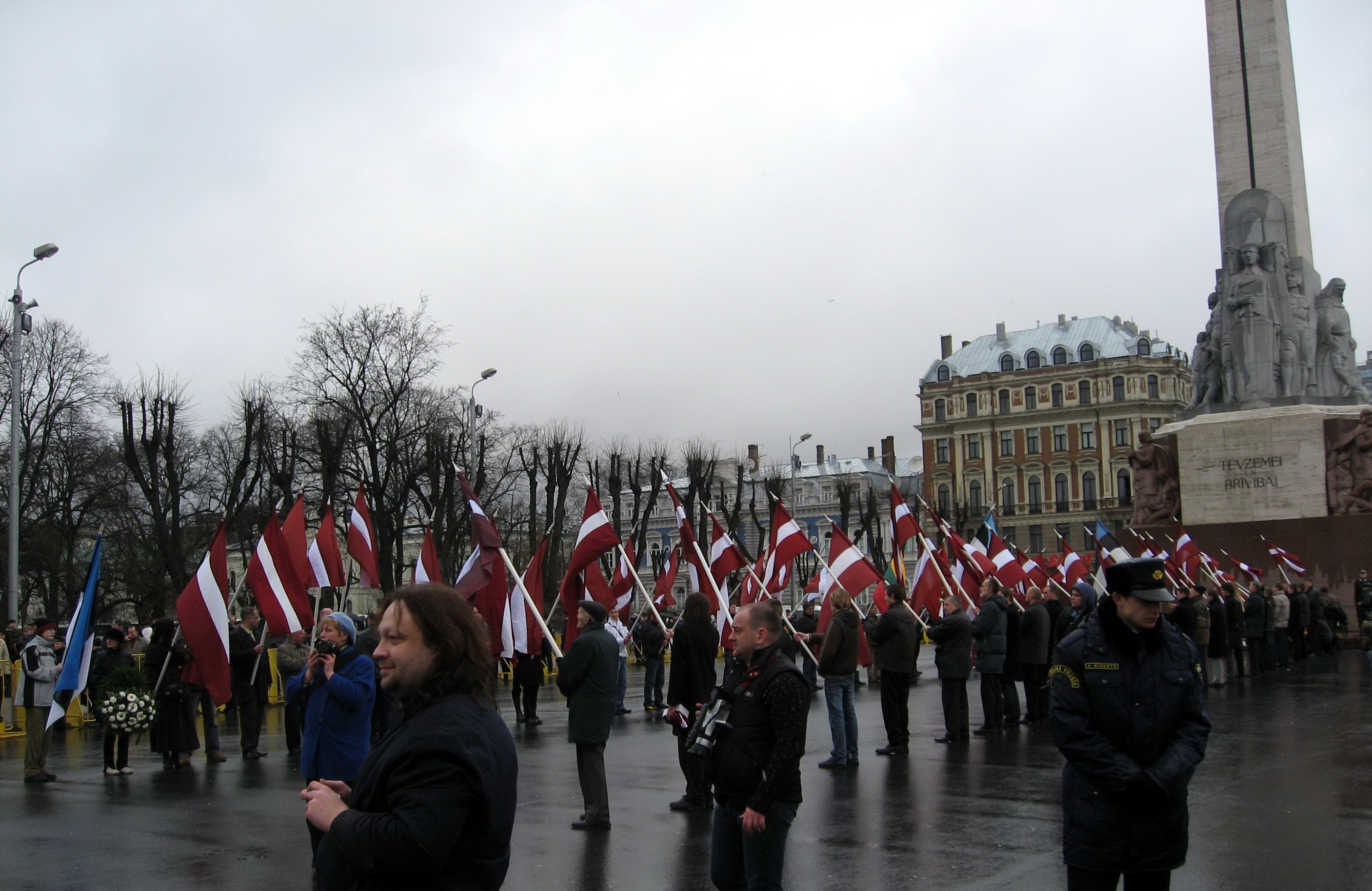
Une partie des évènements de la controversée « Journée du Légionnaire » a traditionnellement lieu au Monument de la Liberté

Depuis la restauration de l'indépendance, le monument est devenu le foyer d'évènements variés. L'un de ces évènements — le 16 mars, journée de commémoration des vétérans de la Légion lettone de la Waffen-SS qui ont combattu l'Union soviétique durant la Seconde Guerre mondiale — suscite des controverses. La date est d'abord célébrée par des Lettons en exil avant d'être amenée en Lettonie en 1990 et elle est la journée officielle du souvenir durant une période assez courte (1998–2000),.
En 1998, l'évènement attire l'attention des médias étrangers et, l'année suivante, le gouvernement russe le condamne en tant que glorification du nazisme. L'évènement évolue en un conflit politique entre la gauche et la droite, menaçant la sécurité publique,.
Le gouvernement letton prend un nombre de mesures afin de garder la situation sous contrôle et, en 2006, non seulement les manifestations prévues par des organisations de droite ne sont pas approuvées mais le monument est protégé par une clôture conformément à l'annonce de restauration du conseil communal de Rīga,. Le monument est en effet restauré en 2006 mais le communiqué fut par après contesté étant donné que des politiciens avançaient de nombreuses différentes raisons de changement de date, que la zone clôturée couvrait une zone bien plus large que celle nécessaire à la restauration et que la météo n'était pas appropriée pour des travaux de restauration. C'est pourquoi le gouvernement fut critiqué par la presse lettone pour avoir été incapable d'assurer la sécurité publique et la liberté d'expression. Les manifestations non approuvées eurent lieu malgré l'interdiction. Le 23 novembre 2006, la loi requérant l'approbation des autorités des rassemblements publics est déclarée anticonstitutionnelle. Les années suivantes, le gouvernement mobilise des forces de police afin de garder le voisinage du monument, et les manifestations sont relativement calmes,.

## Symbolique

### Milda

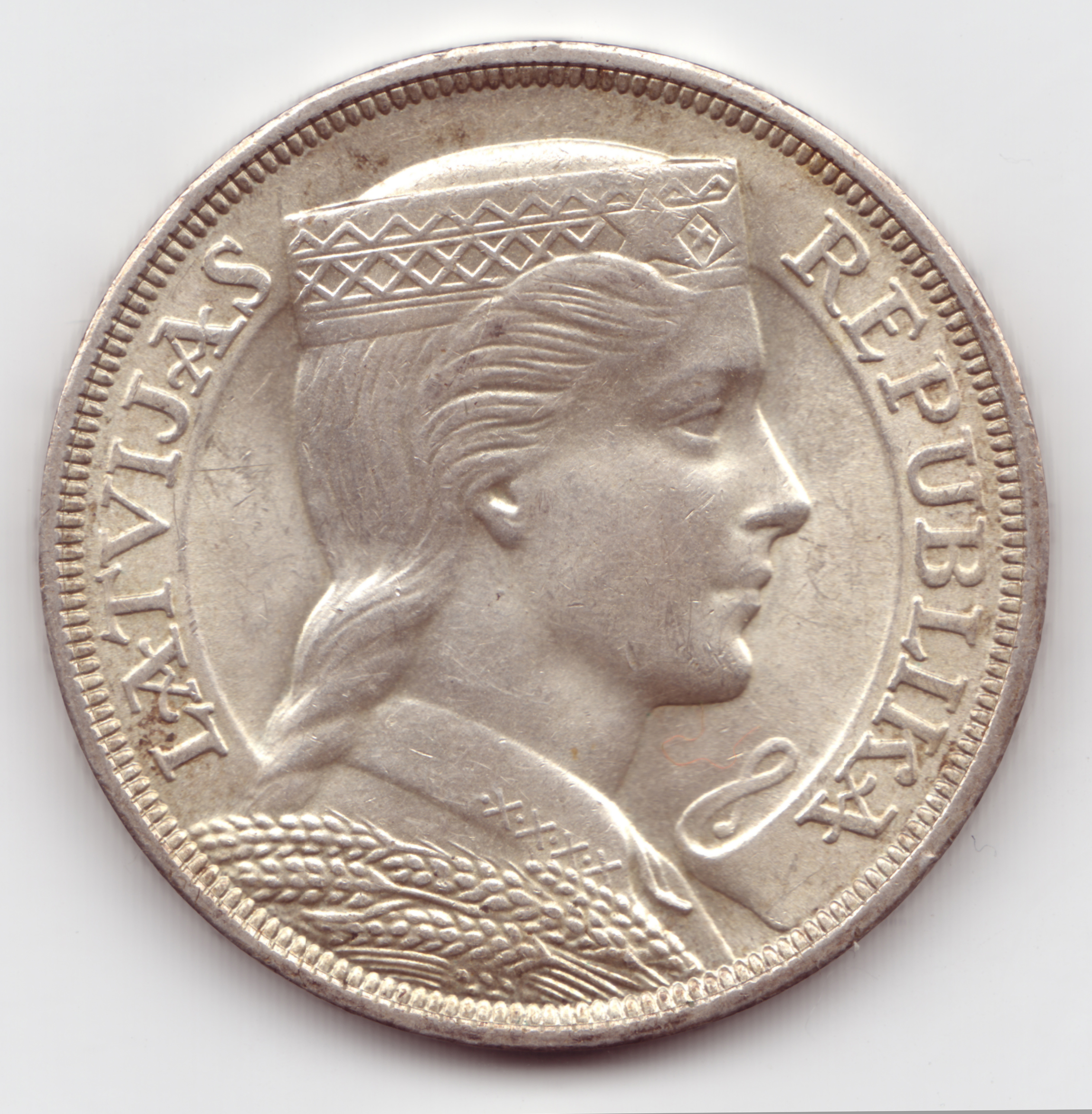
Milda sur une pièce de 5 lats de 1931

La statue au sommet du monument est surnommée Milda par les habitants de la ville et c'est également ainsi que les Lettons appellent la jeune fille dont le profil orne certaines émissions de sa monnaie. Milda est un prénom féminin letton qui fut extrêmement courant durant la période de l'entre-deux-guerres. C'est donc la figure allégorique nationale de la Lettonie comme l'est l'Oncle Sam pour les États-Unis ou Marianne pour la France.

### Numismatique
La statue au sommet du Monument de la Liberté devait orner la pièce lettone de deux euros au moment où la Lettonie envisageait d'adopter comme monnaie officielle dès le 1er janvier 2008. La Lettonie a adopté l'euro au 1er janvier 2014 malgré la crise de la dette dans la zone euro.
Cependant, la proposition initiale de représenter ce monument ne remplissait pas les critères définis par l'Europe : le symbole représenté doit être entier et le monument n'était plus reconnaissable car il devait être coupé, la Lettonie a décidé d'utiliser le portrait de Milda pour les pièces de un et deux euros.